# Трольс Лібі
Трольс Лібі (дан. Troels Lyby, 15 жовтня 1966, Сольб'єрг, Данія) — данський актор. Він відомий своєю працею в театрі та кіно, зокрема за роль в картині  Ларса фон Трієра «Ідіоти».

## Біографія
Трольс Лібі виріс в передмісті Орхуса - Солб'єрзі. Він був одружений з Танею Лібі (дан. Tanja Lyby) з якою розлучився в 2012 році. Він має дітей від колишньою дружини - Клара та Йоганнес. Зараз він у парі з акторкою Сесілія Стенспіль (дан. Cecilie Stenspil). Вони стали батьками у серпні 2018 року. У них народився хлопчик, назвали його Самуел Альфред. 5 серпня 2020 року у них народилася дівчинка.
Трольс Лібі відомий за фільмами «Ідіоти» (1998), «Обвинувачений» (дан. Anklaget) (2005) і «Містеріум. Початок» (2013). Також Трольс Лібі зіграв багато ролей в різних театрах.
Трольс Лібі отримав премію «Роберта» за найкращого актора в ролі другого плану в 2002 році за фільм «Все шкереберть» (дан. En kort en lang) і премію «Роберта» за найкращого актора в головній ролі в 2006 році за фільм «Обвинувачений» (дан. Anklaget).

## Вибрана фільмографія
| Рік       |    | Українська назва                  | Оригінальна назва                       | Роль                              |
| --------- | -- | --------------------------------- | --------------------------------------- | --------------------------------- |
| 1994—1997 | с  | Королівство                       | Riget                                   | Хук                               |
| 1995      | кф | Дебют                             | Debut                                   |                                   |
| 1997      | ф  | Давай зникнемо                    | Let's get lost                          | Томас                             |
| 1997—1999 | с  | Таксі                             | Taxa                                    | Рун                               |
| 1998      | ф  | Ідіоти                            | Idioterne                               | Хенрік                            |
| 1998      | с  | Strisser på Samsø                 | Strisser på Samsø                       | Крістіан Хаммер                   |
| 2000      | с  | Павук                             | Edderkoppen                             | Наглядач Вальтер                  |
| 2001      | ф  | Все шкереберть                    | En kort, en lang                        | Йорген                            |
| 2001      | с  | Данець з Сербії                   | Den Serbiske Dansker                    | Per Toftlund                      |
| 2002      | ф  | Окей                              | Okay                                    | Крістіан, чоловік Нете            |
| 2003      | ф  | Украсти «Голландця»               | Rembrandt                               |                                   |
| 2004      | ф  | Рахуемо до 100                    | Tæl til 100                             | Ларс                              |
| 2005      | ф  | Обвинувачений                     | Anklaget                                | Хенрік                            |
| 2007      | ф  | Золото Вальхалла                  | Guldhornene                             | Асбьорн                           |
| 2007      | ф  | Ерік Ніцше                        | De unge år: Erik Nietzsche sagaen del 1 | Бент                              |
| 2007—2012 | с  | Вбивство                          | Forbrydelsen                            | Ерік Салін                        |
| 2008      | ф  | Сині чоловіки                     | Blå mænd                                | Теодор Йоргенсен                  |
| 2008—2009 | с  | Літо                              | Sommer                                  | Свенд Андерсен                    |
| 2008      | мф | Сонцесяйний Баррі і хробаки диско | Disco ormene                            | Джиммі                            |
| 2009      | ф  | Шторм                             | Storm                                   | Бьорн, батько Фредді              |
| 2009      | ф  | Мисливець за головами             | Headhunter                              | Трольс                            |
| 2009—2010 | с  | Вулиця Блекінге                   | Blekingegade                            | Ганс Нільсен - детектив-інспектор |
| 2011      | ф  | Зустріч випусників                | Klassefesten                            | Томас                             |
| 2012      | ф  | За гранню                         | Over kanten                             | Бо                                |
| 2013      | ф  | Містеріум. Початок                | Kvinden i buret                         | Харді Хеннінгсен                  |
| 2014      | ф  | Зустріч випусників 2: Похорони    | Klassefesten 2: Begravelsen             | Томас                             |
| 2015      | с  | Дітте і Луїза                     | Ditte & Louise                          | грає себе                         |
| 2016      | ф  | Зустріч випусників 3: Хрещення    | Klassefesten 3: Daben                   | Томас                             |
| 2019      | с  | Напряму                           | Straight Forward                        | Квіст                             |